# Смирновский (Челябинская область)
Смирновский — поселок в Верхнеуральском районе Челябинской области России. Входит в состав Краснинского сельского поселения.
Поселок основан после 1927 года переселенцами с Поволжья и Украины. Назван по фамилии одного из первых жителей.

## География
Расположен в восточной части района. Расстояние до районного центра города Верхнеуральска 48 км.

## Население
| 2002 | 2010 |
| ---- | ---- |
| 141  | ↘98  |

(в 1956 — 197, в 1959 — 234, в 1970 — 213, в 1983 — 157, в 1995 — 147)

## Улицы
- Российская.

## Инфраструктура
- Клуб.